# Order Nazarbajewa
Order Pierwszego Prezydenta Kazachstanu – Przywódcy Narodu Nursułtana Nazarbajewa (kaz. Қазақстан Республикасының Тұңғыш Президенті — Елбасы Нұрсұлтан Назарбаев ордені), potocznie Order Nazarbajewa – wysokie odznaczenie państwowe Republiki Kazachstanu. Order został ustanowiony Ustawą Republiki Kazachstanu z dnia 3 maja 2001 nr 180-II na cześć Prezydenta Kazachstanu – Przywódcy Narodu Nursułtana Nazarbajewa.

## Statut
Order Nazarbajewa jest nadawany obywatelom Kazachstanu za szczególne zasługi w działalności państwowej i publicznej, przyczyniającej się do samostanowienia, dobrobytu i chwały Republiki Kazachstanu. Order może być nadawany także głowom obcych państw i szefom rządów.
Nazwisko odznaczonego Orderem Nazarbajewa jest odnotowywane w Księdze Chwały Republiki Kazachstanu, ustanowionej przez Rząd Republiki Kazachstanu.
Wygląd orderu był wielokrotnie zmieniany. Obecnie obowiązuje czwarty typ odznaki.

## Opis
Order składa się z odznaki zawieszonej na wstędze naramiennej oraz gwiazdy.
Odznaka orderu swoim kształtem nawiązuje do Odznaki Prezydenta Kazachstanu: jest to wieloramienna gwiazda, której ramiona tworzą ośmiościan pokryty niebieską emalią. Osiem najdłuższych ramion pokrytych jest białą emalią i ozdobionych diamentami.
W znajdującym się pośrodku medalionie na niebieskim tle umieszczono złoty monogram: ozdobne litery „П” i „Н” (od „Prezydent Nazarbajew”). Medalion otoczony jest złotym wieńcem laurowym, który z kolei otoczony jest białą obwódką, wzdłuż której złotymi literami wypisano inskrypcję: Қазақстан Республикасының Тұңғыш Президенті — Елбасы Нұрсұлтан Назарбаев („Pierwszy Prezydent Kazachstanu – Przywódca Narodu Nursułtan Nazarbajew”). Medalion otoczony jest złotą zdobioną obwódką wysadzaną rubinami.
Gwiazdą orderu jest szesnastoramienna złota gwiazda, w której na przemian osiem ramion jest krótszych, a osiem dłuższych. Pośrodku znajduje się niebieski emaliowany medalion ze złotym profilem Nursułtana Nazarbajewa. Medalion otoczony jest białą obwódką, wzdłuż której złotymi literami wypisano inskrypcję: Қазақстан Республикасының Тұңғыш Президенті — Елбасы Нұрсұлтан Назарбаев. Medalion otoczony jest złotą wstążką wysadzaną rubinami.
Gwiazda i odznaka orderu wykonane są ze złota próby 750.
Do noszenia na co dzień została przewidziana miniaturka orderu.
Wstęga orderu jest utrzymana w kolorach flagi Kazachstanu: głównie niebieska, ze złotym ornamentowym wzorkiem pośrodku.

### Poprzednie typy orderu

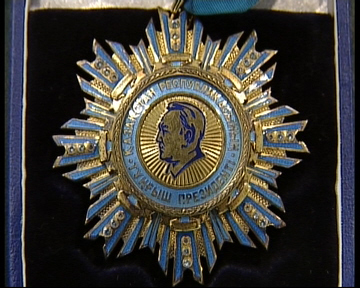
Typ I
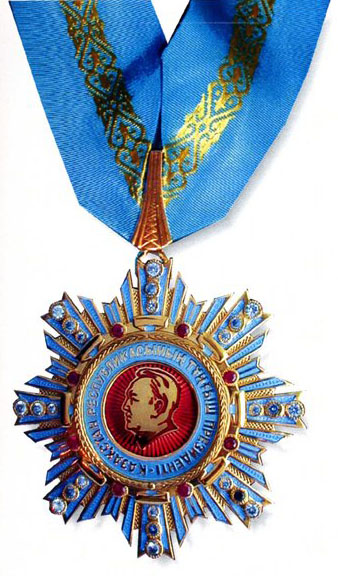
Typ II
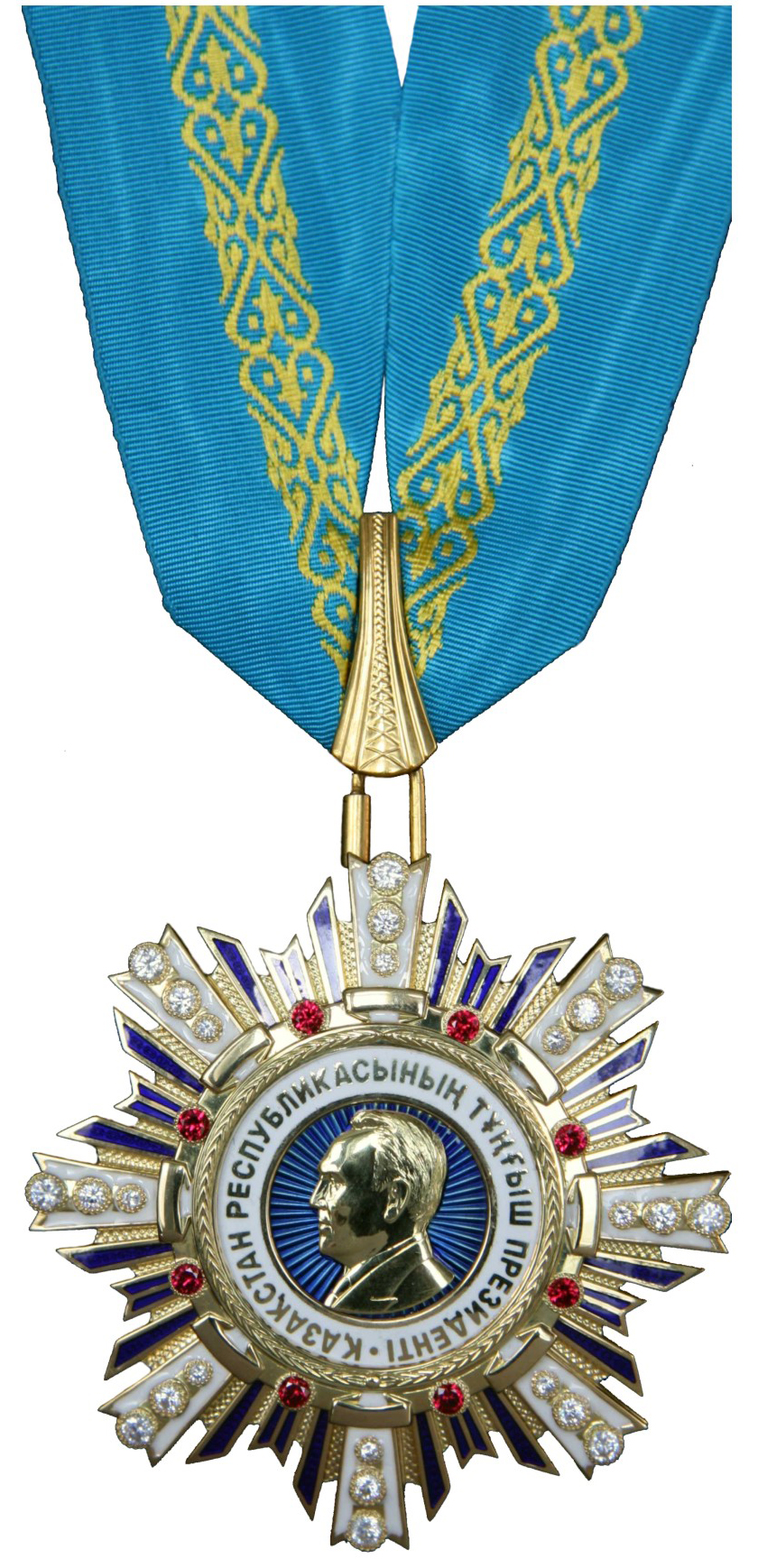
Typ III